# Modo à prova de falhas
O modo à prova de falhas, também conhecido como modo seguro (ainda que este nome seria incorreto, pois não assegura ao 100% o correcto funcionamento do SO), é um modo de acesso usado por certos sistemas operativos como Microsoft Windows, Mac VOS X, Linux (se costuma chamar failsafe, p.e. no gestor de arranque Lilo), e outros dispositivos electrónicos. Enquanto o PC está em modo seguro, tem uma funcionalidade reduzida, mas permitirá isolar problemas ocasionados por componentes que não fazem parte da base do sistema operativo.
O modo de segurança, também chamado de Inicialização Segura no Mac ou Modo de Recuperação no Linux, é uma maneira segura de se iniciar o sistema operacional com um mínimo de drivers e serviços ativos. O modo seguro, é um estado do computador onde o sistema operativo em questão inicia somente seus componentes de base, desabilitando temporariamente algumas das unidades internas ou externas segundo sua importância, para assim de algum modo poder iniciar o computador em caso que algum software ou código maligno e em alguns casos, controladores que causem algum conflito que faça que a equipa tenha um mau funcionamento ao início e se reiniciasse, não interfira em que o PC inicie correctamente, podendo assim o administrador ficar visível para corrigir o problema ou o mesmo utente, tendo as permissões deste, solucionar o problema ou modificar arquivos que em modo normal não se pudessem aceder ou eliminar.

## Funcionamento
Ainda que a definição pode variar de um sistema a outro, normalmente neste modo se carregam os programas mínimos  necessários, e geralmente se desabilitam muitos dispositivos não essenciais, com a excepção dos periféricos primeiramente e saída básicos. Por exemplo, no sistema operativo Windows, um utente pode escolher arrancar desde consola de comandos ou arrancar escolhendo entre as variedades disponíveis de "Modo seguro", sem rede ou aceleração de vídeo.
O Modo seguro também pode apresentar na forma de um sistema operativo paralelo que não compartilha sua configuração com o sistema operativo normal. Consola de comandos é um sistema limitado que trabalha em modo de texto preparado para consertar o sistema principal, que está separado do mesmo e também é acessível se se arranca desde o CD de instalação.

## Usos
Unicamente arranca-se neste modo especial quando há um problema grave que impeça o arranque normal, como poderia ser uma instalação mal configurada, um problema no registo, um controlador de dispositivo (também conhecido como driver) danificado, vírus informático ou um programa que impeça continuar na sequência normal de arranque.
O modo seguro permite o acesso a programas e utilidades de diagnóstico, que permitem que um utente possa arranjar o problema.

## Acesso ao modo seguro em vários sistemas operativos

### Windows
Em Windows deve-se pulsar a tecla F8 repetidas vezes durante as fases temporãs do processo de arranque. O menu que aparecerá em ecrã permitirá o acesso ao modo seguro, entre outras opções. Veja-se a referência posta aqui para mais informação.

### Computadores Windows
O modo de segurança inicia o Windows num estado básico, utilizando um conjunto limitado de ficheiros e controladores. Pode ajudá-lo a resolver problemas no PC. Por exemplo, se o problema não acontecer no modo de segurança, ficará a saber que as predefinições e os controladores de dispositivo básicos não estão na sua origem.
Nos computadores com o sistema operacional Windows o modo de segurança está subdivido em alguns tipos:
- Modo de segurança: é o mais comum, e além de desativar a maioria dos programas, drivers e serviços do Windows, desativa a rede e drivers de internet.
- Modo de segurança com rede: Inicia o Windows no modo de segurança e inclui os drivers e serviços de rede necessários para acessar a Internet ou outros computadores na rede.
- Modo de Segurança com Prompt de Comando: Inicia o Windows no modo de segurança com uma janela do prompt de comando, em vez da interface normal do Windows. Essa opção destina-se a profissionais de TI e administradores.[3]

### Smartphones Android
Em dispositivos Android, o modo de segurança desativa todos os aplicativos, confiáveis ou não, que não são de fábrica. Assim, é possível detectar se algum problema, lentidão ou travamento é originária de um aplicativo instalado após a compra ou por alguma falha do próprio aparelho.

### Computadores Mac
No Mac, utiliza-se o modo de segurança para ajudar a resolver problemas que podem impedir a inicialização completa do computador  ou para isolar problemas relacionados ao disco de inicialização. É uma forma de inicializar o Mac para que ele execute determinadas verificações e impeça alguns softwares de carregar ou abrir automaticamente. Iniciar o Mac no modo de segurança faz o seguinte:
- Verifica o disco de inicialização e tenta reparar problemas de diretório, se necessário

- Carrega somente as extensões de kernel necessárias
- Evita a abertura automática de itens de inicialização e itens de início de sessão
- Desativa as fontes instaladas pelo usuário
- Apaga os caches de fontes e de kernel e outros arquivos de cache do sistema[5]

### Aparelhos iOS
Em dispositivos com o iOS, como iPhones e iPads, o modo de segurança é automaticamente iniciado quando o aparelho detecta uma falha, seja de segurança ou em algum aplicativo, ou quando uma extensão de jailbreak resulta em falha de operação do sistema iOS.

### Linux
O Recovery Mode, ou Modo de recuperação do Linux seria o mais próxima a um "Modo de Segurança" do Windows, onde se pode executar pequenas tarefas que podem corrigir um sistema que esteja quebrado.

### Android
Em Android pode-se aceder ao modo seguro se acede-se ao menu de desligar (manter pulsado o botão de bloqueio) e mantém-se pulsada a opção "Apagar". Um diálogo aparecerá em ecrã, e só há que pulsar Aceitar para ir ao modo seguro.